# 圣三一堂 (多伦多)
圣三一堂（Church of the Holy Trinity）是一个加拿大圣公会教堂，位于加拿大多伦多市中心的三一广场10号。北、南、东三面被多伦多伊顿中心包围，西北是万豪酒店和泰德罗杰斯管理学院，东南部是办公楼贝尔三一广场。伊顿中心的原始建设计划要求拆除教堂，但被教区居民成功抵制，迫使商场改变了设计。
该堂为艺术活动的重要场所，举办各种音乐会。该堂支持同性恋。

## 历史
圣三一堂是多伦多第四个圣公会教堂，次于圣雅各座堂、小三一堂和圣乔治殉道堂。
该堂为哥特复兴风格，由建筑师亨利·鲍耶尔·莱恩建于1847年。建堂资金来自英国塞特尔的 Mary Lambert Swale。该堂于1847年10月27日献堂。